# Isla Bushrod
La Isla Bushrod (en inglés: Bushrod Island) es una isla cerca de la ciudad de Monrovia, Liberia, rodeada por el océano Atlántico y el río San Pablo (Saint Paul River). En ella se encuentra el Puerto de Monrovia, el principal puerto nacional de Liberia y una variedad de negocios. También contiene numerosas zonas residenciales y edificios gubernamentales. Su proximidad a la capital y a la base industrial la convierten en una importante zona comercial para el país. «End Point» (Punto final) es un accidente geográfico en el extremo norte de la isla Bushrod.